# سكوت دوفال
سكوت دوفال هو نقابي وسياسي كندي، ولد في 1 يوليو 1956. نشط حزبياً في الحزب الديمقراطي الجديد. في الانتخابات الفيدرالية الكندية 2015، انتخب عضو مجلس العموم الكندي عن دائرة Hamilton Mountain (federal electoral district) ‏ وقد انضم خلال فترته النيابية ‏ (19 أكتوبر 2015 – ) للكتلة البرلمانية الحزب الديمقراطي الجديد.

## وصلات خارجية
- الموقع الرسمي